# Saint-Derrien
Saint-Derrien (tiếng Breton: Sant-Derc'hen) là một xã của tỉnh Finistère, thuộc vùng Bretagne, miền tây bắc Pháp.